# Göran Tegner

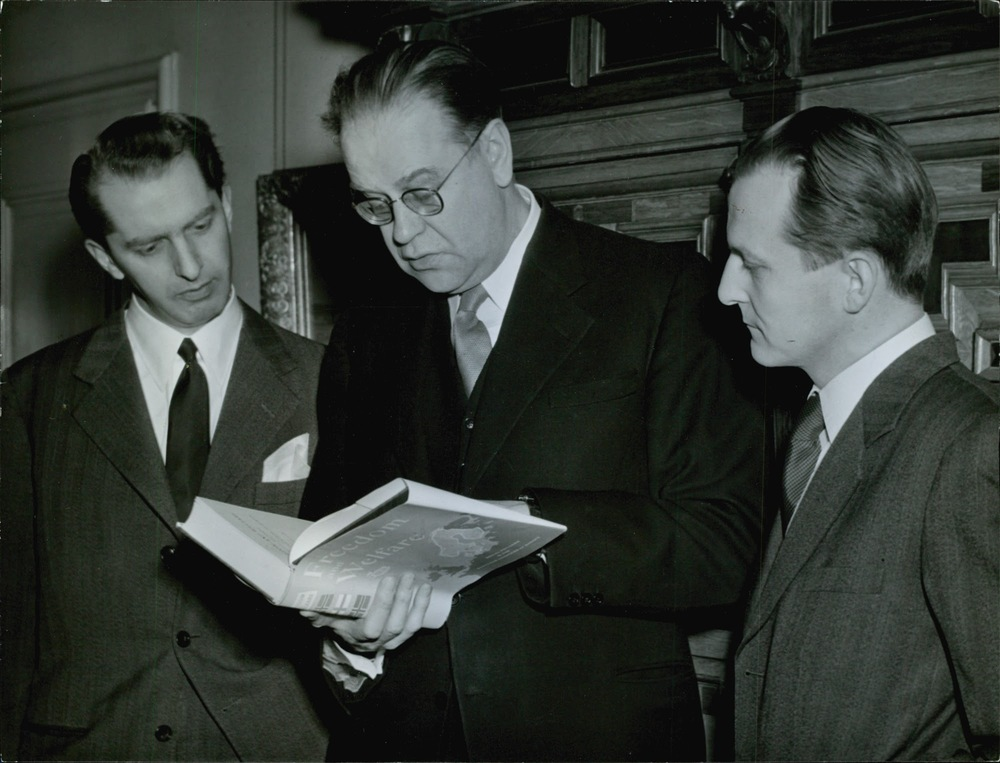
Från vänster: Göran Tegner, Tage Erlander och Ernst Michanek, 1954.

Göran Tegner, född 19 september 1919 i Växjö, död 2009, var en svensk tjänsteman.
Tegner, som var son till provinsialläkaren Yelverton Tegner och Gertrud Corneille, blev politices magister i Lund 1943. Han var biträdande sekreterare i befolkningsutredningen 1943–1946, sekreterare och sakkunnig i social-, inrikes-, finans-, ecklesiastik- och kommunikationsdepartementet 1946–1953, var verkställande direktör för Djupfrysningsbyrån 1953–1959 och chef för konsumentavdelningen på Findus i Bjuv 1959–1969. Han blev chef för Kooperativa förbundets (KF) nyinrättade livsmedelsinformation 1969 och byrådirektör i Statens pris- och kartellnämnds (SPK) informationsenhet 1971. Han var bland annat ledamot av Statens konsumentråd 1963–1965.